# Jenna (アーティスト)
Jenna（ジェンナ）は日本のゴスペルアーティスト。NGOゴスペル広場代表。ソングライター。社会企業家。

## 人物

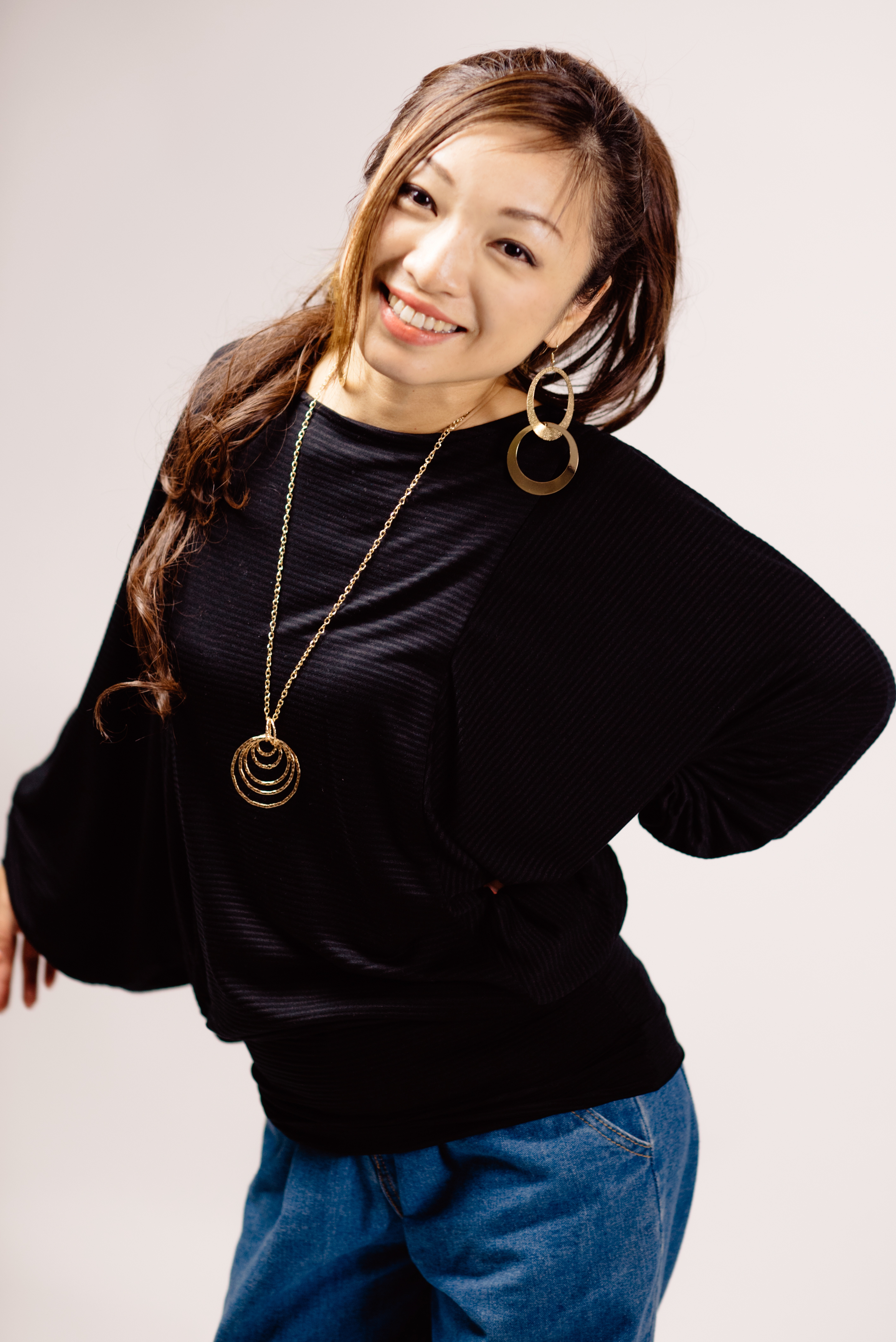

・「Sing in Unity. Live in Peace.」を活動理念とする「NGOゴスペル広場」を率いる社会起業家。誰でも気軽にゴスペルを歌いに来られる場として、ゴスペルスクエア（渋谷）、サニーサイドゴスペルクラブ（全国）、親子ゴスペルNeverland（東京近郊）を展開し、メンバー総数は2000人以上にのぼる。収益金で途上国への支援活動を行い、定期的に支援地を訪れている。
・ゴスペルワークショップ、著作、楽曲制作により、癒しと励まし与える言葉や歌を発信する。自身のゴスペルスタジオ「ゴスペルスクエア」で講師を務めるほか、ゴスペル講師として日本各地に招かれている。
・ゴスペルを通じて国際協力を行うという独自のチャリティ活動が、NHKの「グラン・ジュテ 私が跳んだ日」、テレビ東京の「地球VOCE」、朝日新聞、読売新聞など多数のメディアに取り上げられている
・高校卒業後から、横田基地の本場のゴスペル教会でゴスペルを学ぶ。19歳の時にニューヨーク出身のゴスペル歌手によるゴスペルスクール立ち上げを手伝い、スクールスタッフおよび通訳としての経験を積む。スタッフをしていた当時、生徒だった一人に歌手のJASMINEがいる。
・大学在学中、夜間に通訳者養成学校「インタースクール」に通い、2004年に通訳の資格を取得している。英語が堪能なのでハーフや帰国子女に間違えられることが多いが、日本育ちの純日本人で留学経験は無い。
・ニュージーランド人の夫との間に、2011年に男児出産。ニュージーランドと日本を往復する生活をしている。
・2009年、間寛平のアースマラソンで、大西洋を航海中に公式ブログに掲載された「誰かこの節をゴスペルのイメージで歌として完成させてほしい」という呼びかけに応え、ジェンナがアレンジし生徒たちが歌った「エオラスの詩（うた）」を送ると、公開中の間寛平がそれを聞いて感動で涙を流すという動画がYouTubeで公開された。フランス到着を生中継する日テレの番組にも出演している
・2016年、宮藤官九郎監督の映画「Too Young To Die! 若くして死ぬ」にコーラスで出演、コーラスアレンジにも関わった。
・在日の米国人ゴスペルシンガーとの交友が深く、自身の団体「NGOゴスペル広場」を通じ、「Hot pepper beauty」「森永製菓 DARS」などのTVCMや、2017年12月のTHE YELLOW MONKEY東京ドーム公演へのコーラスシンガー派遣なども行っている。
・2018年には「関ジャム完全燃SHOW」でゴスペル解説者としての役を務めた。ゴスペルの起源を奴隷制までさかのぼり、アメリカの黒人社会の中で「歌」がいかに人々に希望を与えてきたかを熱く語った。

## 来歴

### 出生～2000年（10代）
- 1981年10月20日　神奈川県小田原市に生まれる。10歳のときに茅ヶ崎市へ移り住み、以降18歳の高校卒業までを湘南で過ごす。湘南の小学校で、田舎にはなかった「J-POP」に出会い、歌に夢中になり歌手を志すようになる。また、小学校在学中はお転婆で、少女サッカークラブに所属しており、髪の毛を刈り上げて頻繁に男の子に間違えられていた。[7]
- 中学在学中は同級生の友人と共にギター教室に通っていた。13歳のときに地元のジャズフェスティバルでホイットニー・ヒューストンの「All At Once」を弾き語りで歌いステージデビュー。ギター教室が主宰していた老人ホームへの訪問コンサートにも積極的に参加した。[7]
- 15歳のときに映画「天使にラブソングを」シリーズでゴスペルに出会い、大勢で歌う楽しさに目覚める。高校在学中に同期の友人たちとコーラス部を立ち上げ、指揮、ソロ、アレンジなどを担当していた。[2]一方で10代でのソロデビューを目指し様々なオーディションに挑戦するが、落選。その後インディーズレーベルのプロデューサーの目に留まったが、デビューに向けたレコーディングが進む最中に喉を壊すという経験により、ソロシンガーとしてデビューする道が絶たれることとなった[1]
- 高校在学中は、自他ともに認める「アフリカマニア」。アフリカと名のつく本を図書館で片っ端から読み漁り、社会科教師から「アフリカの歴史と文化」と題した90分の授業を任されたことがある。その後、高校卒業後の夏に西アフリカのトーゴで約1か月間の国際ワークキャンプに参加したことが、後の国際協力活動の直接のきっかけとなる。[7]
- トーゴからの帰国後、手作りで奨学金プロジェクトを立ち上げようと試みるが、失敗。一年後の19歳の夏、発想を切り替え、地元の公民館を借りて「チャリティーゴスペル講習会」を開催したところ好評を得て、その活動がFAFA GOSPEL HOUSEというサークルへと発展。会費の一部を、日本に本部を構える国際協力団体に寄付をするという現在のスタイルが、このときにできた。「楽しい時間のために使ったお金が、別の場所で大きな力になる」という合言葉も、このときから現在まで一貫して使われている。[7]
- 高校卒業後は、大学へ進学せず徳島のユースホステルで1か月の住み込みのアルバイトをした。理由は「自然の豊かなところで暮らしてみようと思った」から。なぜ徳島になったかは、「ユースホステル新聞の求人欄を開き、東京から最も遠いユースホーステルから順番に電話をかけ、徳島から採用の返事をもらえたから。」世界各国のバックパッカーたちと話ができた有意義な体験だったと語る。[7]

### 2000年～2003年（教会での活動）
- 1999年、18歳のときに洗礼を受けてクリスチャンとなる。その後横田基地近くにあるアフリカ系アメリカ人主体の教会に籍を移し、ゴスペル聖歌隊の最年少メンバーとして活動する。[7]実力と人柄で、唯一の日本人メンバーながら、1年も経たない間に日曜礼拝での聖歌隊の指揮も務めるようになる。[1]
- 2001年、在日米国人牧師による「日本初の本格ゴスペル教会」設立に参画。日本人への窓口となる主要スタッフとして約2年間活動。日本で本場のゴスペルが聴けるという教会の活動が、「読売新聞」や「サンデー毎日」などに大きく取り上げられ、多くの日本人が通うようになる。しかし、厳格な規則とキリスト教伝道に直結した活動に疑問を抱く声が出ると、通訳であるジェンナが米国人リーダー陣と日本人メンバーの板挟みになる。約1年間の衝突の中で米国人リーダー陣から様々な嫌がらせを受け、最終的に除名処分を受ける。精神的ショックからその後数か月間寝たきりの生活を送り、同居していた母親が献身的に看病をした。この時の心境を、「もう誰も信じられなくなり、完全にゴスペルから離れようと思った」と語る。[2]

### 2004年～2007年（ゴスペルから離れていた時期）
- テンプル大学ジャパンおよび通訳養成学校「インタースクール」で英語を勉強し直し、ビジネス通訳検定2級に合格。その資格を生かし、外資系IT企業に正社員として就職。約2年間のOL生活を送る。[7]ここで後に夫となるニュージーランド人のITエンジニアと出会っている。[7]一度ゴスペルから離れたことが、ゴスペルの魅力を見つめ直すきっかけとなり、最終的に夫の後押しもあってゴスペルで独立起業することを決意する。[2]

### 2007年～2014年（NGOゴスペル広場の設立）

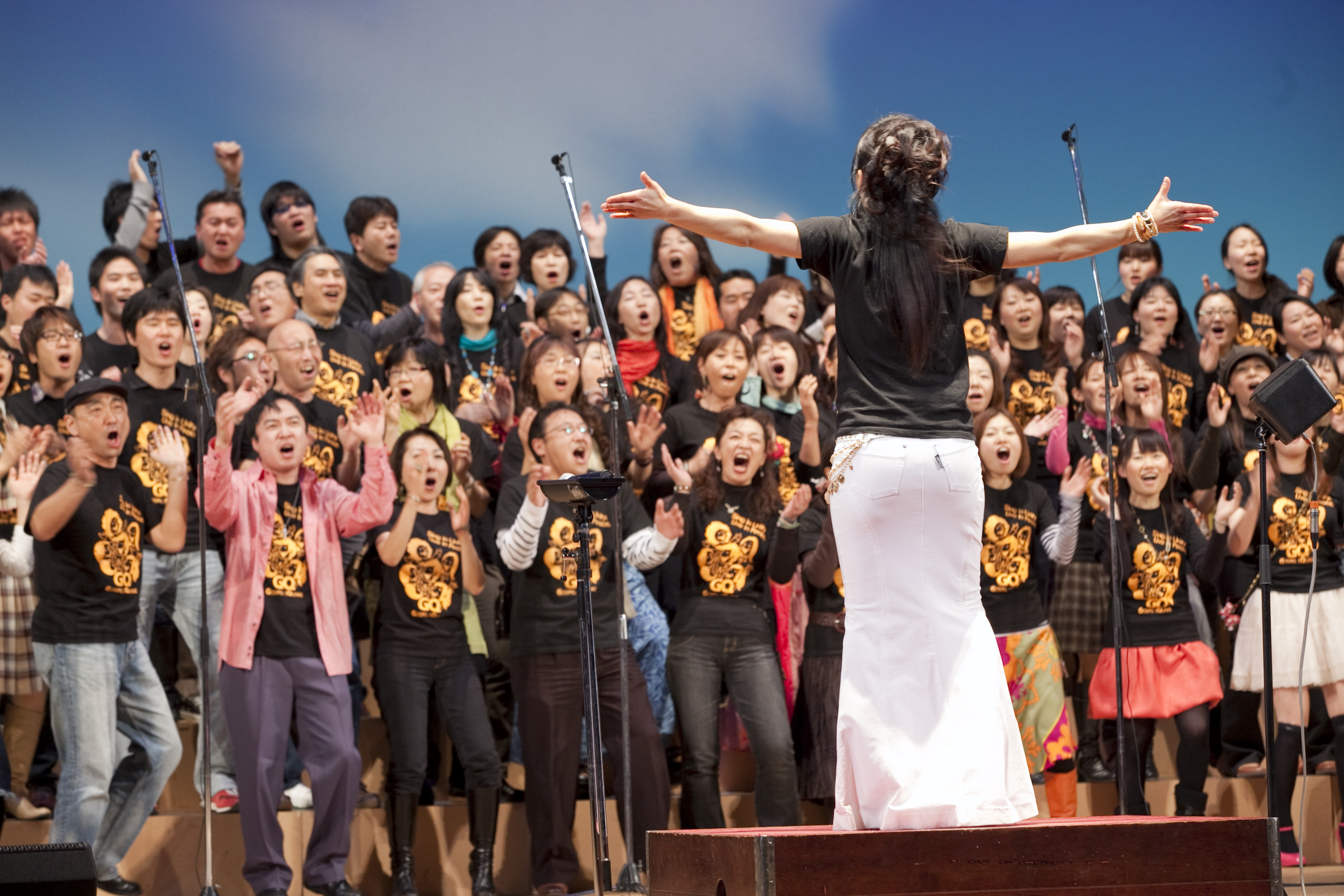
ゴスペルスクエアのステージで指揮を振るジェンナ(2010)

- 2007年10月、26歳でNGOゴスペル広場を設立。翌2008年6月に自身のゴスペルスタジオ「ゴスペルスクエア」を渋谷にオープンする。キリスト教の伝道を伴わず、誰もが「気軽に楽しく」ゴスペルを歌えるようにという活動理念と、収益金でのユニークな国際協力活動が注目を集め、NHKの「グラン・ジュテ 私が跳んだ日」、テレビ東京の「地球VOCE」、朝日新聞、読売新聞など多数のメディアに取り上げられる。　[8]
- 2009年2月には、支部となるサニーサイドゴスペルクラブがスタートする。[8]
- 2011年6月には、自身の出産をきっかけに、親子ゴスペルクラブ「ネバーランド」を立ち上げる。[8]

### 2015年～2019年（外部とのコラボレーション）
- 2015年、米国人プロデューサーのジェット・エドワーズと共にJAPAN MASS CHOIRを立ち上げる。国内の50を超えるゴスペルグループから1000人がレコーディングに参加したデビューアルバム「POWERFUL」が2015年7月20日付のビルボード誌ゴスペルアルバムチャート第3位を記録。2016年には、日本発のアーティストとして初めて「ドーブ賞」にノミネートされた。2017年6月までに、5回にわたりアメリカ公演ツアーを主宰している。[8] カンボジアの小学校に149冊の図書を寄贈(2017)

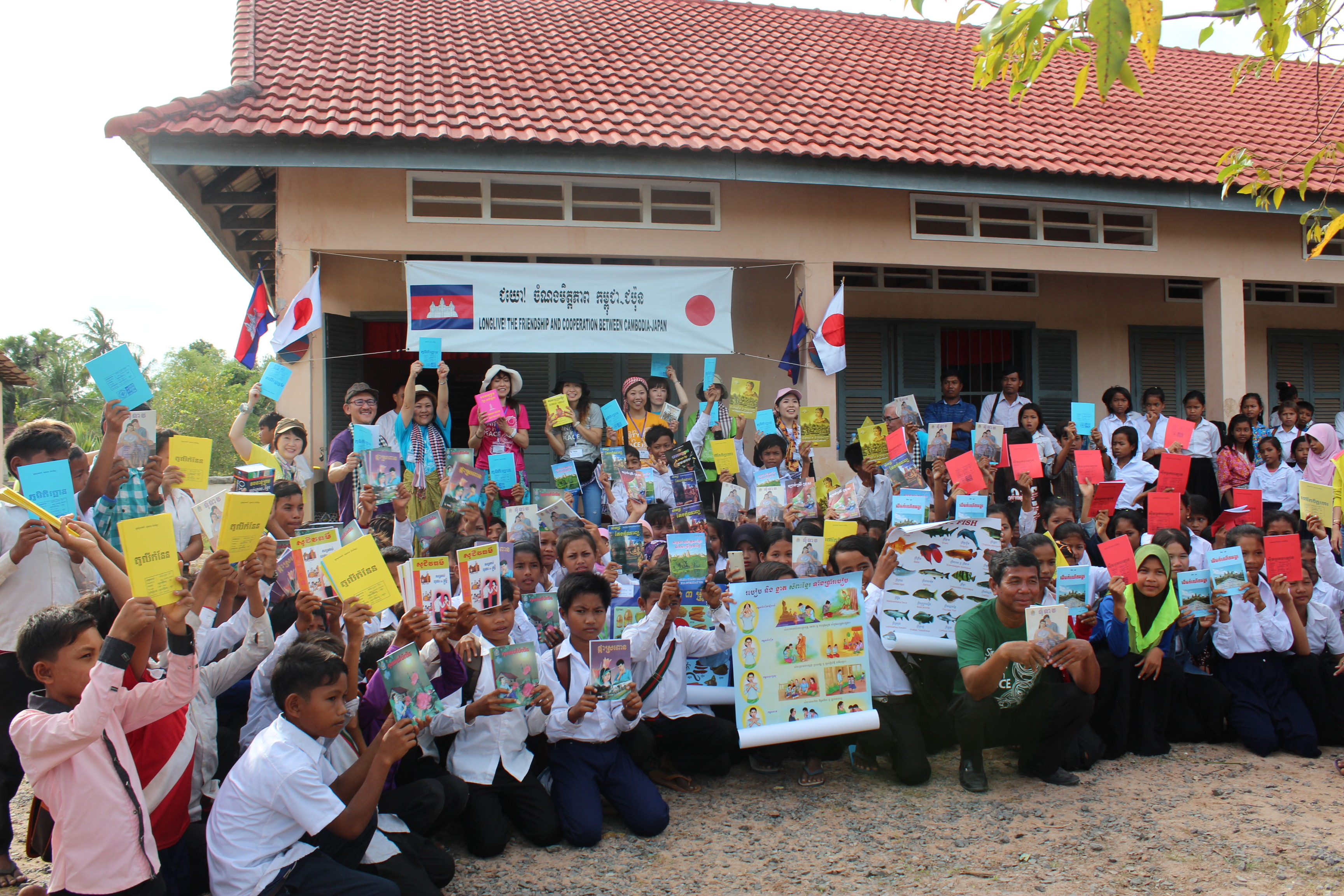
カンボジアの小学校に149冊の図書を寄贈(2017)

- 2017年、フロリダ出身のゴスペル歌手Ruth Williamsと共に「Psoo-Khay’」（スーケイ）名義でCD「MUSIC FOR THE SOUL」を制作。音楽制作からプロモーションビデオ制作までをチーフ・プロデューサーとして担当。売り上げの収益金から、公益財団法人民際センターを通じカンボジアの小中学校に149冊の図書を寄贈。カンボジア訪問ツアーも実施した。[8]
- 2019年、福岡出身のゴスペルアーティスト中山栄嗣とのコラボレーションで「Just Stand」という楽曲を作詞作曲・プロデュース。発売日には、オリコンデイリーチャート30位を記録する。[8]
- 2019年、ワタミが運営する外食チェーン「TGI FRIDAYS」からの依頼を受け、2020年応援ソングとして「Fight on」を制作。12店舗でゴスペル・フラッシュモブ企画を実施し、約400人が歌い手として参加した。

## 著作
『声に出した瞬間、あなたを幸運に導く48のことば　－愛と希望のメッセージ』 大和出版、2014年3月、ISBN 978-4-804-70478-4

## CD
- 『UNITY / GOSPEL SQUARE Family』（2010年）楽曲制作、プロデュース
- 『GOSPEL JAPAN』星光堂（2012年）コーラスアレンジ
- 『GOSPELコーラス入門　～ベストJ-POP編～』星光堂　（2013年）コーラスアレンジ
- 『RIGHT BY YOURSIDE / GOSPEL SQUARE Family』（2014年）楽曲制作、プロデュース
- 『EVERYBODY IS SOMEBODY / Jenna&Jam』（2014年）楽曲制作、共同プロデュース
- 『POWERFUL / JAPAN MASS CHOIR』Lifeline Records（2015年）楽曲制作、共同プロデュース
- 『MUSIC FOR THE SOUL / Psoo-Khay’ 』Psoo-Khay’ Entertainment（2017年）楽曲制作、プロデュース
- 『Just Stand / 中山栄嗣 feat. Andrew Soda』（2018年）楽曲制作、プロデュース